# Олимпик (кораб)
Вижте пояснителната страница за други значения на Олимпик.
„Олимпик“ (на английски: RMS Olympic) е британски експресен четирикоминен трансатлантически океански лайнер, построен от Harland and Wolff Ltd. и опериран от „Уайт Стар Лайн“ в периода 1911 – 1935 г. Той е първият завършен кораб от триото лайнери тип „Олимпик“, като сестринските му кораби са „Титаник“ и „Британик“. За разлика от по-младите си сестрински кораби обаче, „Олимпик“ има дълга и успешна кариера, която трае над 20 години. Тъй като пренася кралска поща на много от плаванията си, получава престижното обозначение „RMS“ („кралски пощенски кораб“) пред името си.
Лайнерът е спуснат на вода на 20 октомври 1910 г. През есента на 1911 г., едва няколко месеца след официалното му влизане в строй, „Олимпик“ се сблъсква с лекия крайцер „Хоук“, като и двата кораба като по чудо остават на вода. През пролетта на 1912 г., в резултат на потъването на „Титаник“, „Олимпик“ е върнат за вече трети път в корабостроителницата Harland and Wolff за основна реконструкция, включваща утрояване броя на спасителните лодки на борда на лайнера, удължаване на водонепроницаемите прегради до палуба А, както и изграждането на двоен корпус в областта на кила на плавателния съд.
След направените по него промени, през 1913 г. корабът е вече в състояние да запази плавателност при шест наводнени (от общо шестнадесет) водонепроницаеми отсека.
През Първата световна война „Олимпик“ е използван като войскови транспорт с капацитет 6 000 войници, поради което е въоръжен с едно дванадесетфунтово оръдие и една шестинчова картечница. Приписва си прякора (The) Old Reliable, защото избягва края си много пъти и става първият пътнически кораб в историята, който потопява подводница (въпросната подводница е германската U-103, която потъва в резултат на тараниране през май 1918 г.).
На 27 октомври 1914 г. Великобритания губи първия си боен кораб в Първата световна война: супердредноутът HMS Audacious, който потъва край остров Тори, намиращ се на северозапад от Ирландия, след сблъсък с морска мина – част от минно поле, заложено от германския спомагателен крайцер „Берлин“. Потъването на HMS Audacious е наблюдавано и фотографирано от някои пътници на борда на „Олимпик“, макар и във Великобритания официално да се пази в тайна чак до след края на конфликта, до 14 ноември 1918 г.
След близо пет години военна служба и един основен ремонт, през 1920 г. „Олимпик“ най-накрая се връща към ролята си на експресен океански лайнер. 20-те и началото на 30-те са изключително добри времена за всички лайнери, като и „Олимпик“ не е изключение от това правило, макар и да среща известни затруднения, породени от, първоначално нарастваща конкуренция, изразена в по-нови от него океански лайнери, след което и от започващата през 1929 г. се Голямата депресия. През 1924 г. лайнерът се сблъсква с кораба Fort St. George в Ню Йорк.
През 1931 г. нещата започват да стават много зле и за лайнерите, тъй като вече малко хора могат да си позволят скъпите трансатлантически плавания, в резултат на което мого океански лайнери са пратени на евтини круизи. 1933 г. е най-лошата година на „Олимпик“ – тогава корабът пренася едва 9 000 пътници за цялата година.
На 15 май 1934 г. „Олимпик“ се сблъсква с кораба LV-117 в мъгливи условия, като го потопява. Четири члена от единадесетдушния екипаж на потъналия плавателен съд е спасен от този на лайнера.
Заради Голямата депресия, от „Уайт Стар Лайн“ решават да се обединят с най-големия си конкурент – „Кунард Лайн“, сформирайки ново дружество, което получава името „Кунард-Уайт Стар Лайн“, като „Уайт Стар“ притежават 38 процента от акциите му. Това действие от страна на компаниите им позволява да оцелеят за известно време (стига обстановката да не се влоши още повече), тъй като „Кунард-Уайт Стар Лайн“ получава субсидии от правителството. Новооснованата компания бързо взема решението да продадат повечето от по-старите си и по-маловажните си плавателни съдове на други компании или за скрап. „Олимпик“ е от тези, които са продадени за скрап, като е формално изваден от експлоатация на 12 април 1935 г., след което и продаден за скрап на Sir John Jarvis of Metal Industries Ltd.. Лайнерът прави последното си плаване през октомври същата година; утилизиран е в кораборазбивачницата Thomas Ward & Sons Ltd., намираща се край Джароу, в периода 1935 – 37 г.

## Коментари
1. ↑  Префикс (от на английски: Royal Mail Ship – Кралски пощенски кораб), приет във Великобритания през 1840 г. за обозначаване на плавателните съдове, имащи договор с Британската кралска поща.